# Миксер (металлургия)
Ми́ксер — технологическая ёмкость для временного хранения жидкого чугуна с целью усреднения его химического состава и температуры. Также используется для создания условий стабильной бесперебойной работы сталеплавильного производства для выравнивания графика поставки жидкого металла из доменного цеха.
В технологическом процессе чугун из доменных печей вначале заливают в миксер. По мере необходимости чугун из миксера сливают в ковши. В ковшах металл развозят на дальнейшую обработку.
Предложен американским металлургом У. Джонсом (William R. Jones) в 1889 году (патент No. 404,414, от 4 июня 1889), как «method of mixing molten pig metal»

## Принцип работы
Доменная печь работает непрерывно, в круглосуточном режиме. Но металл из доменных печей сливают через значительные промежутки времени. В среднем 4-20 раз в сутки. В некоторых случаях это делает поступление металла на дальнейшую переработку крайне неравномерным.
Другая сложность в неравномерности состава чугуна. Когда металл сливают из различных доменных печей, то оказывается, что состав чугуна значительно отличается по химическому составу, особенно в отношении кремния и серы. Вплоть до того, что при прямой отливке чугуна, поступающего непосредственно из печи, различный состав может наблюдаться даже в разных частях одной отливки (чушки). Раньше это вызывало большие неудобства и потери, а также делало невозможным производство сталей одной марки однородного состава.
Решением явилось создание миксера, куда сливается металл взятый из разных плавильных печей, или же из одной печи в разные периоды плавки.

## Устройство

### Неактивные и активные миксеры
Неактивный миксер (англ. inactive mixer)
В простейшем варианте миксер представляет собой сосуд, обычно цилиндрический или грушевидной (бочкообразной) формы.
Изнутри выложен жаропрочным кирпичом или другими видами огнеупорной футеровки, которая должна быть достаточной толщины, чтобы сохранить тепло и поддерживать металл в расплавленном состоянии. Толщина футеровки — около 70 см. Стойкость футеровки миксеров — примерно 1,5—2,5 года. Снаружи сосуд обшит листовым железом.
Неактивный миксер не обогревается или обогревается слабо. Чугун в нём только отстаивается.
В миксере может проходить экзотермическая реакция: FeS + Mn = MnS + Fe + Q, полезная для обессеривающего процесса. При этом Сульфид марганца всплывает в шлак на поверхность чугуна, так как малорастворим в металле.
Ёмкость миксеров обычно около 100—2500 тонн. Типовые миксеры в СССР изготовлялись ёмкостью 600 и 1300 тонн.
Активный миксер (англ. active mixer)
В более сложном варианте может использоваться активный миксер (форфришер[неизвестный термин]). Активный миксер по конструкции является качающейся мартеновской печью большой ёмкости, а по технологии занимает промежуточное положение между неактивным миксером и мартеновской печью.
В активных миксерах чугун подогревается топливными горелками или индукционными нагревателями.
В активных миксерах из чугуна могут частично удаляются некоторые примеси, главным образом сера, кремний и марганец. Содержание фосфора и углерода практически не изменяется.
Ёмкость активных миксеров обычно составляет 200—600 тонн.
Активные миксеры не получили распространения в металлургических районах, где имеются естественные условия для выплавки стандартных чугунов нормального состава. По этой причине их нет в США и СССР. Широкое применение активные миксеры получили в Англии и на ряде заводов Германии.

### Стационарные и передвижные миксеры
Миксеры бывают передвижные (железнодорожные) и стационарные.
Стационарные служат для накопления больших масс чугуна и для выравнивания температуры и химсостава.
Передвижные служат также для доставки чугуна от доменных печей в другие цеха на дальнейшую переработку (обычно либо в сталь, либо на разливочные машины).

## Влияние технологических параметров на процесс

### Температура плавки
Нормальная температура плавки стали: Обычно температура плавки стали в доменной печи или электропечи составляет около 1400–1600°C. В процессе производства стали температура может изменяться в зависимости от типа используемой печи и метода (например, кислородно-конвертерный процесс, электродуговая печь).
Слишком высокая температура: Если температура превышает 1700°C, это может привести к перегреву стали, потере углерода (что изменит её химический состав) и разрушению структуры металла.
Слишком низкая температура: Температуры ниже 1300°C могут замедлить процесс плавки, привести к неполному плавлению или даже образованию твердых включений.

### Состав шихты (сырья)
Оптимальный состав шихты зависит от типа производимой стали. Например:
Для углеродистой стали содержание углерода должно быть около 0,1–1,2%, в зависимости от марки стали.
Для нержавеющих сталей содержание хрома может варьироваться от 10% до 30%.
Неправильный состав: Избыток или дефицит каких-либо элементов может привести к недоразвитию реакции легирования или образованию примесей, таких как сера или фосфор, что ухудшает качество стали.

### Время обработки в печи
Нормальное время обработки для плавки стали в электропечи обычно составляет от 1 до 2 часов. В кислородном конвертере время плавки может быть еще меньше — около 20–40 минут.
Слишком короткое время: Может привести к недостаточному удалению углерода и примесей, что ухудшает свойства стали.
Слишком длинное время: Удлинение времени обработки повышает вероятность перегрева, образования нежелательных фаз и образования дефектов в металле.

### Механическая обработка и ковка
Температура ковки: Для обычной углеродистой стали температура ковки составляет около 1100–1200°C. Для нержавеющих сталей она может быть чуть ниже — около 1000–1100°C.
Скорость прокатки: Зависит от типа стали и её характеристик, но обычно скорость прокатки на горячем стане составляет 10–15 м/с. Если скорость слишком высокая, возможны дефекты, такие как перегрев материала или трещины.
Неправильная температура или скорость прокатки: Это может привести к формированию дефектов, таких как трещины, изменение микроструктуры, неоднородность толщины проката.

### Охлаждение
Скорость охлаждения имеет решающее значение для микроструктуры стали. Например, для стали с высокой прочностью (например, для закаленной стали) важно быстрое охлаждение.
Типы охлаждения:
Быстрое охлаждение (например, водяное) используется для получения мартенситной структуры, что повышает прочность.
Медленное охлаждение (например, на воздухе или в печи) приводит к образованию перлита или феррита, что делает сталь более пластичной, но с меньшей прочностью.
Слишком быстрое охлаждение может привести к образованию трещин, особенно если охлаждение неравномерно.

### Содержание кислорода и углерода
Углерод: Для углеродистой стали содержание углерода варьируется от 0,1% до 1,2%. Для высокоуглеродистых сталей содержание углерода может быть выше 1,2%, но это делает металл менее пластичным и более хрупким.
Кислород: Желательно минимизировать содержание кислорода, так как его избыточное содержание ведет к образованию оксидов, что может снижать прочностные характеристики. Время от времени в печах поддерживается низкое содержание кислорода (менее 0,02%) для предотвращения окисления стали.

### Скорость прокатки
Нормальная скорость прокатки зависит от типа проката, но для большинства операций она составляет 10–15 м/с для горячекатаного проката. Для тонкого проката скорость может быть выше, а для толстых заготовок — ниже.
Слишком высокая скорость прокатки может вызвать проблемы с контролем размеров и температурой металла, что приведет к снижению качества проката.
Слишком низкая скорость снижает производительность и увеличивает время обработки.

### Использование добавок и легирующих элементов
Легирующие элементы: Например, для нержавеющих сталей содержание хрома может варьироваться от 10% до 30%, а содержание никеля — от 8% до 15%. Для высокопрочных сталей добавляют молибден, ванадий и другие элементы.
Неправильное содержание легирующих элементов может привести к ухудшению качества, например, чрезмерное содержание углерода или серы ухудшает обработку и может вызвать коррозию.

### Энергетические затраты
Нормальные энергетические затраты: Энергетические затраты на производство стали зависят от типа печи и процесса. Например, для доменной печи обычно требуется от 2 до 3 МВт-ч на тонну стали.
Эффективность: Чем выше энергетическая эффективность, тем ниже стоимость производства и меньше выбросы в атмосферу.

### Управление процессом и автоматизация
Температурный контроль и автоматизация процессов позволяют поддерживать нужные параметры (например, температуру плавки и скорость охлаждения) на оптимальном уровне. Современные системы управления позволяют более точно и стабильно регулировать параметры процесса.
Неправильная автоматизация может привести к сбоям в процессе и ухудшению качества продукции.